# 吉奧爾基六世
喬治六世（？—1313年）是巴格拉季昂王朝成員，格魯吉亞國王（1311年至1313年在位）。
喬治六世是大衛八世唯一的兒子，在父親去世後，由伊爾汗完者都任命為格魯吉亞國王（實際上僅統治該國的東部）。他在叔父喬治五世攝政下統治，於1313年早逝。